# Sandy (actriz porno)
Zsanett Égerházi (Sátoraljaújhely, Borsod-Abaúj-Zemplén; 17 de diciembre de 1976), más conocida como Sandy, es una actriz pornográfica y modelo húngara retirada. Fue la Hustler Honey de abril de 2000 de la revista Hustler bajo el alias de Joey. Es la portada de la novela de suspenso Vérvonal, escrita por el novelista húngaro István Nemere.

## Biografía
Zsanett Égerházi nació el 17 de diciembre de 1976 en Sátoraljaújhely, Borsod-Abaúj-Zemplén. Su nombre es el equivalente húngaro para la antigua forma femenina francesa de Janette. Zsanett es la primogénita de sus padres, tiene dos hermanas menores con quienes creció. Su padre era artista; trabajaba como diseñador gráfico, y su madre trabajaba como maestra de jardín de infantes. Durante su infancia asistió a una escuela primaria bilingüe donde aprendió eslovaco e inglés; lenguas que domina con fluidez, además de tener algunas nociones de alemán.
Mientras asistía a la escuela secundaria el trabajo de sus sueños era ser auxiliar de vuelo, sin embargo, después de su primer vuelo cambió de parecer, y desde entonces volar le da mucho miedo. Después de lo sucedido comenzó a trabajar como modelo de fotografía mientras terminaba la escuela, y al terminar la escuela secundaria asistió a la universidad de la comunidad local hasta que supo que el modelaje era una buena opción.

## Carrera profesional
Inicialmente emprendió su carrera como modelo, y realizó múltiples sesiones fotográficas, trabajos en pasarela, catálogos de trajes de baño y diversos comerciales. Mientras trabajaba como modelo corriente conoció a una chica que trabajaba como modelo erótica, quien le contó a Sandy algunas cosas con respecto a su trabajo en la industria para adultos. Sandy interesada, decidió probarlo y pasó a realizar fotografías de contenido erótico.
Su carrera como modelo le permitió viajar por todo el mundo y conocer a todo tipo de personas. Conoció a fotógrafos que le ayudaron a iniciar en el negocio, y también a clientes de la industria pornográfica con quienes trabajó. Sandy tuvo la oportunidad de trabajar para algunas de las revistas eróticas más conocidas, como Club, FHM, GQ, Hustler, Leg World, Mayfair, Men Only, Penthouse, y la versión húngara de la revista Playboy. Además, realizó sesiones de modelaje en los Estados Unidos, Jamaica, México, Costa Rica y las Seychelles. Sus fotógrafos favoritos incluyen a Suze Randall, Earl Miller, ALS scan-Alex, y su fotógrafo privado que dispara para su sitio web oficial, Andrew Youngman.
En 2003 Sandy lanzó su sitio web oficial, que formó parte de la compañía de cine pornográfico 21Sextury. Sandy también dirigía su propia agencia de modelos y sitio web en donde se encargaba del diseño y la administración. Allí elegía a las modelos para los sets con el fin de brindar placer para ella, sus fanáticos y el público. En su sitio web oficial, Sandy escribió que «el regalo más precioso que recibió de los hombres es su aprecio y la alegría que se podía ver en sus rostros cuando la miran y los productos en los que participa». Ella dice haber dedicado su vida para recibir ese reconocimiento, su sitio web fue creado bajo ese principio.
Durante su carrera en la pornografía, Sandy trabajó frecuentemente con actrices porno de Europa del Este, principalmente de Hungría, como Anette Dawn, Blue Angel, Caroline Cage, Cindy Hope, Clara G., Eve Angel, Monica Sweet, Vivian, entre otras. Sus compañeras de trabajo favoritas fueron las modelos húngaras Sandra Shine y Sophie Moone, antiguas amigas con quienes trabajó la mayor parte de su carrera. Sandy también confesó su deseo de hacer películas con Lacey Duvalle o Silvia Saint, estrellas porno a las que admira. Aunque la mayor parte de las escenas que realizaba eran lésbicas y en solitario, Sandy realizó una escena hardcore interracial para el sitio web 21Sextury, titulada "Surprise Party", realizada con Kid Jamaica y Mya Diamond, y una escena para el sitio web LifeSelector, titulada "Adventures of a Gardener", realizada con Puma Swede. En ambas escenas solo practicó sexo oral. Uno de los trabajos más extraños que realizó Sandy fue una sesión fotográfica en público, caminando desnuda por las aceras de Colonia en Alemania, provocándole una sensación bastante extraña. Gran parte de sus escenas fueron producidas por las compañías pornográficas 21Sextury, ALS Scan, DDFNetwork y Viv Thomas. En 2016 Sandy se retira de su actuación en las películas para adultos.

## Vida personal
A pesar de ser reconocida como una actriz porno lésbica casi en su totalidad, Sandy prefiere tener sexo con hombres en su vida privada, al igual que muchas otras actrices porno de este tipo. En 2014 se casó con el exmodelo francés y organizador de eventos Romain Chavent. Tienen 2 hijas, una de ellas llamada Joylanie, nacida en 2015.

## Premios y nominaciones
| Año  | Premio             | Resultado | Categoría                                           | Trabajo           |
| ---- | ------------------ | --------- | --------------------------------------------------- | ----------------- |
| 2007 | Premios Viv Thomas | Nominada  | Mejor intérprete lésbica                            | —                 |
| 2008 | Premios Viv Thomas | Nominada  | Nena del año                                        | —                 |
| 2008 | Premios Viv Thomas | Nominada  | Mejor intérprete lésbica                            | —                 |
| 2009 | Premios AVN        | Nominada  | Mejor escena de sexo en una producción extranjera   | Downward Spiral   |
| 2010 | Premios Viv Thomas | Nominada  | Nena del año                                        | —                 |
| 2011 | Premios AVN        | Nominada  | Mejor estrella web                                  | clubsandy.com     |
| 2011 | Premios Galaxy     | Nominada  | Prenominados de Europa: Mejor escena                | Tori visits Sandy |
| 2011 | Premios Galaxy     | Nominada  | Prenominados de Europa: Mejor intérprete femenina   | —                 |
| 2012 | Premios Galaxy     | Nominada  | Prenominados de Europa: Mejor escena de chica/chica | Teasing Game      |
| 2012 | Premios Galaxy     | Nominada  | Prenominados de Europa: Mejor sitio web personal    | clubsandy.com     |
| 2013 | Miss FreeOnes      | Nominada  | Mejor cam girl                                      | —                 |
| 2013 | Miss FreeOnes      | Nominada  | Mejor nena europea                                  | —                 |
| 2013 | Miss FreeOnes      | Nominada  | Miss FreeOnes                                       | —                 |
| 2013 | Premios AVN        | Nominada  | Mejor sitio web de estrella porno                   | clubsandy.com     |
| 2014 | Miss FreeOnes      | Nominada  | Mejor cam girl                                      | —                 |
| 2014 | Miss FreeOnes      | Nominada  | Mejor MILF                                          | —                 |
| 2014 | Miss FreeOnes      | Nominada  | Miss FreeOnes                                       | —                 |
| 2015 | Premios AVN        | Nominada  | Mejor sitio web de chica en solitario               | clubsandy.com     |
| 2017 | Premios AVN        | Nominada  | Mejor escena de sexo de chica/chica                 | Girl Fiction      |